# Tropeognathus
Tropeognathus es un género extinto de grandes pterosaurios que vivieron durante el período Cretácico de Suramérica. Fue un miembro de la familia Ornithocheiridae (también conocida como Anhangueridae), un grupo de pterosaurios conocidos por sus hocicos con puntas parecidas a quillas, y era un pariente cercano de las especies del género Anhanguera. Es conocido principalmente a partir de la especie Tropeognathus mesembrinus, aunque una segunda especie, Tropeognathus robustus, es a veces también incluido en este género.

## Descripción

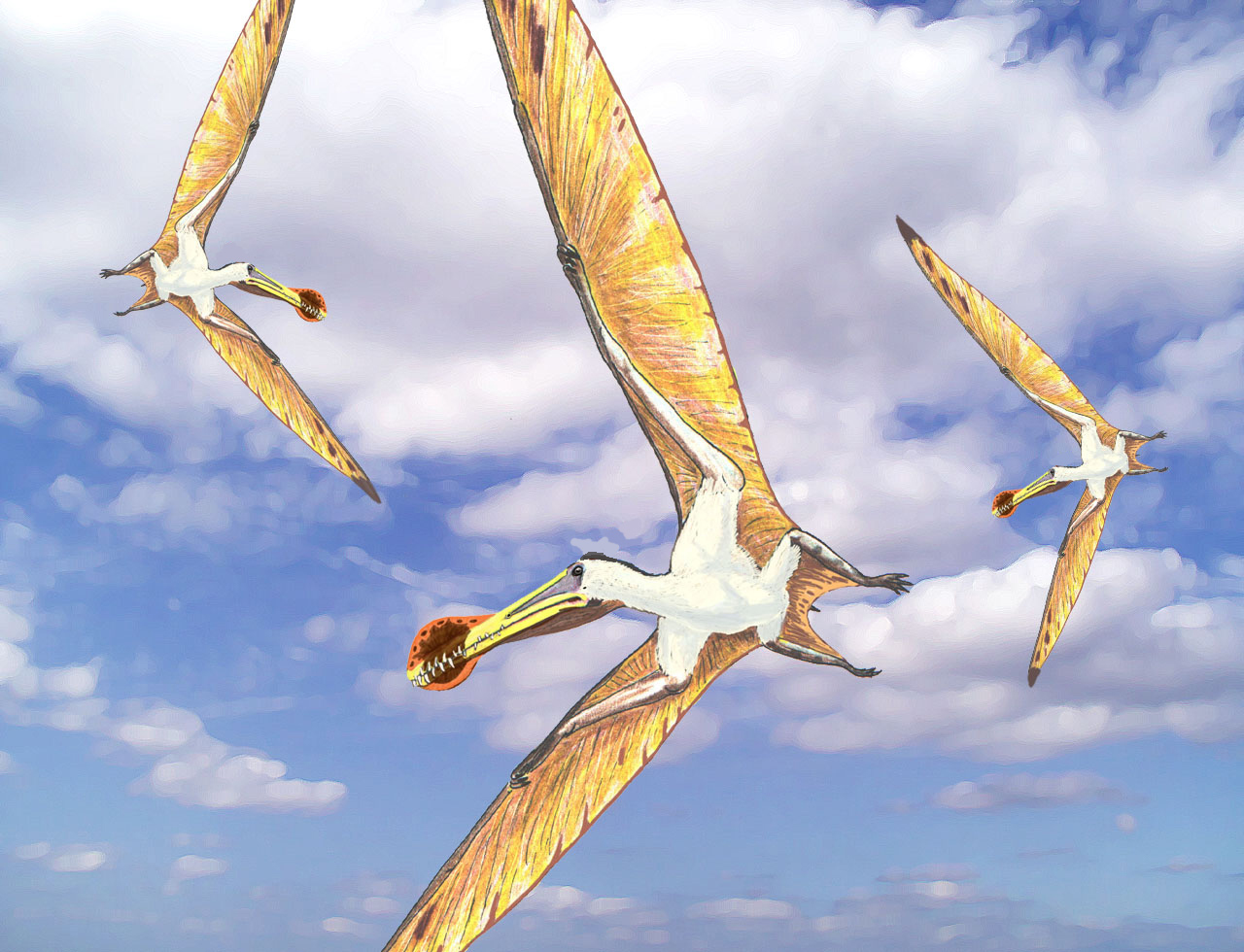
Recreación artística de T. mesembrinus

Se sabe que Tropeognathus mesembrinus puede haber alcanzado envergaduras de alrededor de 8.2 metros, como puede inferirse del tamaño del espécimen MN 6594-1. T. mesembrinus tenía unas distintivas crestas convexas, en forma de quilla sobre su hocico y en el envés de la mandíbula inferior. La cresta superior se extiende desde la punta del hocico y extendiéndose hacia atrás hasta la fenestra nasoantorbitalis, la gran abertura a ambos lados del cráneo. La cresta inferior se proyectaba hacia abajo desde las mandíbulas inferiores en sus sínfisis (el área del "mentón"). Aunque muchos ornitoqueíridos tenían una cresta pequeña ósea proyectándose desde la parte posterior del cráneo, esta era particularmente grande y bien desarrollada en Tropeognathus. Las primeras cinco vértebras dorsales están fusionadas en una estructura denominada notarium. Cinco vértebras sacrales están fusionadas en un sinsacro. La tercera y cuarta vértebras sacrales están aquilladas. La proyección frontal del ilion se dirige hacia arriba.

## Clasificación
En la década de 1980 el museo alemán Bayerische Staatssammlung für Paläontologie und historische Geologie de Múnich adquirió un cráneo de pterosaurio de comerciantes de fósiles brasileños, que probablemente lo habían hallado en Ceará, en la Chapade do Araripe. En 1987 fue nombrado y descrito como la especie tipo Tropeognathus mesembrinus por Peter Wellnhofer. El nombre del género se deriva del griego τρόπις, tropis, "quilla", y γνάθος, gnathos, "mandíbula". El nombre de la especie se deriva del koiné mesembrinos, "del mediodía", "del sur", en referencia a su procedencia del hemisferio sur.

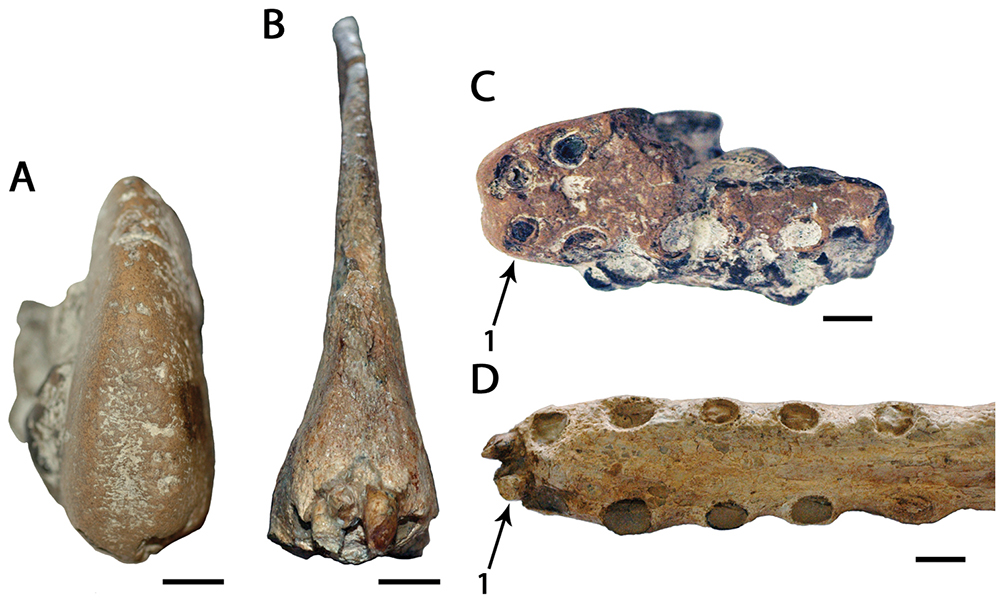
Comparación entre los holotipos de O. simus y T. mesembrinus

El holotipo, BSP 1987 I 46, fue descubierto en una capa del Miembro Romualdo de la Formación Santana, que data del Aptiense-Albiense. Consiste de un cráneo con la mandíbula inferior. Un segundo espécimen fue referido por André Jacques Veldmeijer en 2002: SMNS 56994, consistente en una mandíbula inferior parcial. En 2013, Alexander Wilhelm Armin Kellner refirió a un tercer espécimen mayor: MN 6594-1, un esqueleto con cráneo, con varios elementos de todas las partes del cuerpo, excepto la cola y los miembros inferiores.
Después de que Tropeognathus mesembrinus fuera nombrado por Peter Wellnhofer en 1987 otros investigadores tendieron a considerarlo como parte de otros géneros, llevando a una enorme confusión taxonómica. Se clasificó como Anhanguera mesembrinus por Alexander Kellner en 1989, como Coloborhynchus mesembrinus por Veldmeijer en 1998 y como Criorhynchus mesembrinus por Michael Fastnacht en 2001. En 2001, David Unwin refirió el material de Tropeognathus a Ornithocheirus simus, lo cual convertía a Tropeognathus mesembrinus en un sinónimo más moderno, aunque él lo reclasificó como Ornithocheirus mesembrinus en 2003. Veldmeijer en 2003 aceptó que Tropeognathus y Ornithocheirus eran congenéricos pero rechazó a O. simus como la especie tipo de Ornithocheirus en favor de O. compressirostris (nombrado como Lonchodectes por Unwin), y usó los nombres Criorhynchus simus y Criorhynchus mesembrinus. En 2000, Kellner de nuevo usó el nombre original Tropeognathus mesembrinus. En 2013, Taissa Rodrigues y Kellner concluyeron que Tropeognathus es válido, y solo abarca a T. mesembrinus.
En 1987 Wellnhofer nombró a una segunda especie, Tropeognathus robustus, basada en el espécimen BSP 1987 I 47, una mandíbula inferior más robusta. Esta ya no es considerada congenérica con Tropeognathus mesembrinus.

## En la cultura popular

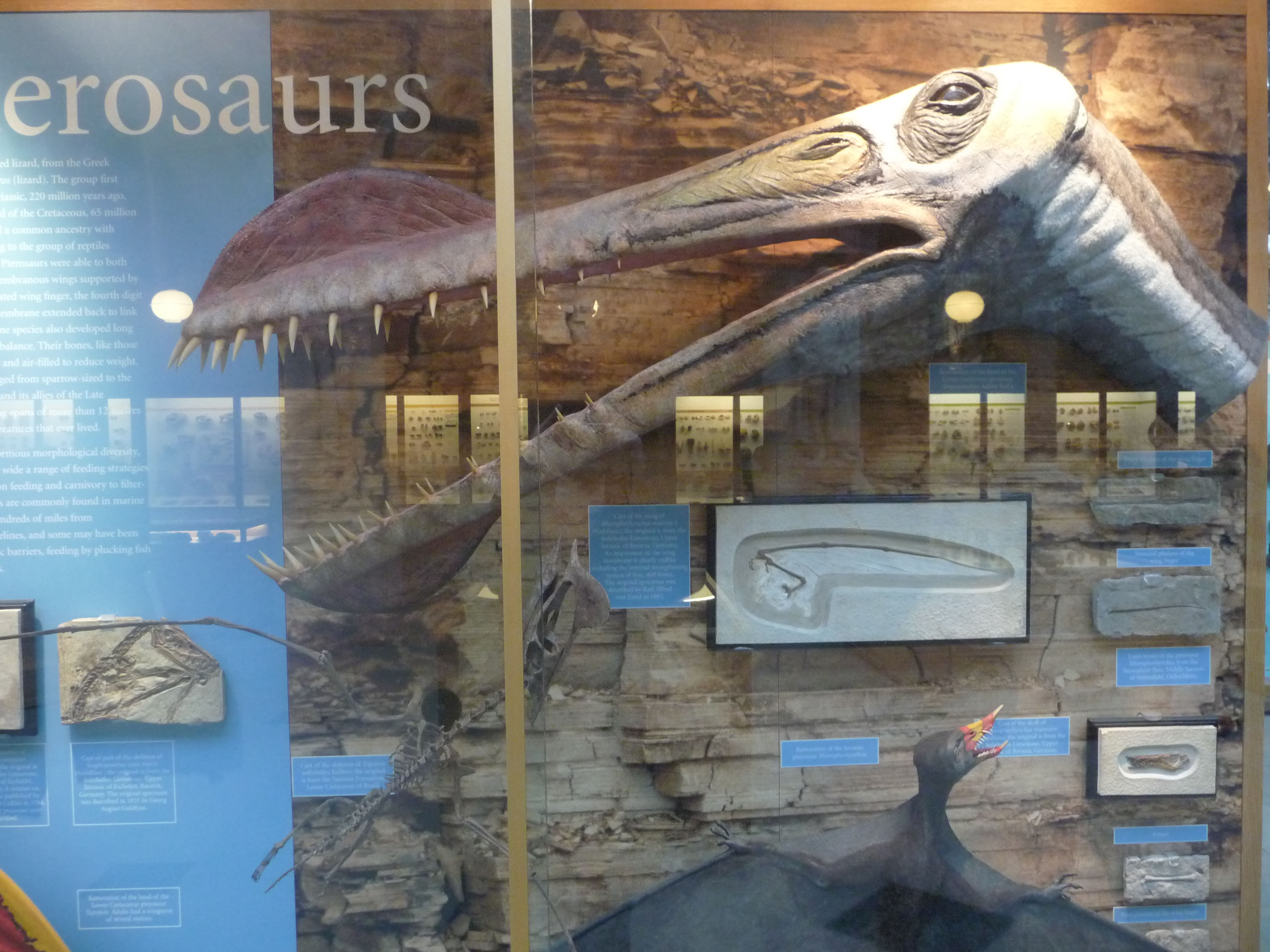
Modelo animatrónico de la serie documental Walking with Dinosaurs, en el Museo Oxford

Tropeognathus fue protagonista de un episodio entero de la premiada serie de televisión de la BBC Walking with Dinosaurs, si bien fue identificado como una especie de Ornithocheirus. En Walking with Dinosaurs: A Natural History, un libro complementario de la serie, se afirma que varios grandes fragmentos de hueso de la formación Santana de Brasil indican que Tropeognathus puede haber alcanzado una envergadura de casi 12 metros y un peso de cien kilogramos, haciéndolo uno de los mayores pterosaurios conocidos. Sin embargo, los mayores especímenes definitivos conocidos por entonces miden hasta 6 metros de envergadura. Los especímenes que los productores del programa usaron para justificar ese enorme tamaño fueron descritos en 2012, y estuvieron siendo estudiados por Dave Martill y Heinz Peter Bredow cuando se llevaba a cabo la producción de la película infantil Walking with Dinosaurs (estrenada en 2013). La descripción final de estos restos indica una envergadura máxima estimada de 8.26 metros. Bredow estableció que él no cree que la mayor estimación usada por la BBC sea posible, y que los productores probablemente escogieron la más grande posible porque así sería más "espectacular." Aun así, el espécimen MN 6594-V es el individuo de pterosaurio relativamente completo más grande que se conoce.